# Françoise Sagan
Françoise Sagan, pseudonimo di Françoise Quoirez (Cajarc, 21 giugno 1935 – Équemauville, 24 settembre 2004), è stata una scrittrice, drammaturga e sceneggiatrice francese.

## Biografia
Nata in una famiglia benestante, la madre Marie Laubard (1903-1989), era figlia di proprietari terrieri, mentre il padre Pierre Quoirez (1900-1978), era un ingegnere figlio di industriali del Nord della Francia, laureato a Lille, che in seguito diresse la compagnia Fours Rousseau ad Argenteuil.
Finita la Seconda guerra mondiale, i francesi volevano dimenticare. In questa situazione, negli anni Cinquanta apparve un nuovo movimento letterario che cercava la rinascita del romanzo di impianto tradizionale, gli "ussari", come reazione alla letteratura impegnata (in particolare con il nouveau roman e l'opera di Sartre). Guidato da Roger Nimier il movimento si richiamava a Stendhal e si segnalava per il cinismo, l'indifferenza affettata e l'inclinazione all'erotismo.
In questo movimento letterario ritroviamo Françoise Sagan, che legò il suo nome al successo ottenuto nel 1954 dal suo primo romanzo, Bonjour tristesse (Buongiorno tristezza), pubblicato quando aveva appena diciannove anni e divenuto ben presto un caso letterario. François Mauriac, Premio Nobel per la letteratura, disse: Le talent de la terrible fille n'est pas discutable. Il libro venne messo all'indice dal Vaticano, cosa che ne fece aumentare vertiginosamente le vendite. Ricevette anche il Prix des Critiques, assegnato da una giuria composta da insigni esponenti della letteratura francese.
Françoise Sagan divenne il simbolo della ragazza libera che rappresentava la gioventù francese del dopoguerra (la macchina, i blue jeans, il bello, il whisky).. Erede di Colette, si è sposata due volte: con l'editore Guy Schoeller e con Robert Westhoff, da cui ha avuto un figlio, Denis. Ha avuto anche due compagne: Peggy Roche, con cui ha vissuto quindici anni, e la ricca Ingrid Mechoulam che la salvò dalla miseria, isolandola però dal mondo. Si è raccontata nel romanzo a sfondo autobiografico Col mio miglior ricordo del 1984.

### "Bonjour" come "griffe"
Terza figlia di una famiglia di ricchi imprenditori (il padre dirigeva una compagnia di elettricità e la madre era poco presente nell'educazione dei figli), originaria del sud-ovest della Francia (ma la sua famiglia si trasferì, a causa del conflitto mondiale, a Lione), e poi in anni successivi a Parigi, Sagan scelse il suo nome d'arte ispirandosi alla principessa Sagan, personaggio della Recherche proustiana. Di sé diceva: il mio passatempo preferito è lasciare passare il tempo, avere tempo, prender tempo, perder tempo, vivere in controtendenza.
La sua carriera di autrice aveva avuto inizio come reporter del rotocalco Elle, che le commissionò - nello stesso anno che l'avrebbe consacrata scrittrice di successo - una serie di cartoline dall'Italia. Forte probabilmente di una (affascinata) visione del film I vitelloni, di Fellini, che ben descriveva l'ambiente ovattato, annoiato e disimpegnato di certa gioventù riminese, Sagan iniziò a percorrere in lungo e in largo l'Italia: il risultato sarà una sorta di ebdomadario articolato per città e intitolato ad esempio "Buongiorno Napoli", "Buongiorno Capri", "Buongiorno Venezia". E quel Buongiorno rimarrà, in un certo senso, la sua griffe, quasi una sorta di autografo.

### Una vita ad alta tensione
Personaggio tormentato della cultura francese, attratta dal mondo del cinema, amante ante-litteram delle auto da corsa e della velocità e del gioco, con una vita proiettata sempre sopra le righe (in un pauroso incidente stradale, nel 1957, mentre era alla guida della sua Aston Martin, riportò gravi ferite e per lenirne i dolori si avvicinò alla morfina che non abbandonò più; coinvolta in una importante disputa con il fisco francese che la lascia in miseria), Sagan è ricordata anche per un altro suo lavoro molto noto, Le piace Brahms?, da cui fu tratto l'omonimo film diretto dal regista Anatole Litvak e interpretato da Yves Montand, Ingrid Bergman e Tony Perkins.
Quasi a irridere i pettegolezzi che correvano sul suo conto per il suo modo di vivere arditamente (e ardentemente) spericolato, soleva dire che non aveva nulla contro le droghe: "Semplicemente - ammiccava sorridendo - l'alcool mi basta, e il resto mi incute paura". La sua carriera, dopo l'avvio sfolgorante, la consacrò fra le stelle del panorama letterario europeo: a fine 1957, il suo secondo romanzo - Un certo sorriso - divenne un best seller con oltre mezzo milione di copie vendute ad appena un anno dalla pubblicazione. La sua prosa sofisticata ma piana al tempo stesso - abbinata in una fascinosa commistione con una forte tensione ed una carica originale ricca di significati esistenzialisti - era in grado di aprire in maniera sorprendente il ventaglio dei suoi potenziali lettori.
Nel 1960, al culmine della guerra d'Algeria, firmò il Manifesto dei 121. Per rappresaglia, l'organizzazione terroristica di estrema destra OAS piazzò una bomba a casa dei suoi genitori il 23 agosto 1961, ma l'esplosione causò solo danni materiali.
Nel 1985 ricevette, come premio alla carriera, il Prince-Pierre-de-Monaco. Autrice prolifica (una cinquantina le opere pubblicate, fra romanzi, racconti, sceneggiature e drammi teatrali), la scrittrice - nonostante il successo e la considerazione conseguiti nell'arco di una carriera ultraquarantennale (iniziata nel 1954 con Bonjour tristesse, fino alla pubblicazione di Musiche di scena, nel 1996) e la frequentazione e l'amicizia con personaggi importanti (Mitterrand) - trascorse l'ultimo periodo della sua vita nella solitudine e nell'indigenza, avendo dovuto vendere le proprietà e i gioielli, fino alla morte, nel 2004, in una clinica della bassa Normandia a causa di una embolia polmonare. Fu sepolta nel cimitero del piccolo villaggio di Seuzac dove si trova la tomba di famiglia, e al suo funerale non erano presenti più di 200 persone. Nel 2010 il figlio Denis Westhoff ha istituito il Premio Françoise Sagan, che il 1º giugno di ogni anno sceglie un romanzo premiando un giovane autore esordiente.

## Opere tradotte in italiano

### Romanzi
- Bonjour tristesse, 1954
  - Bonjour tristesse. Romanzo, trad. di Ruggero Sandanieli, Longanesi, Milano, 1954-1957; con introd. di Lidia Ravera, BUR, Milano, 1980; TEADUE, Milano, 1989; nuova trad. di Maria Laura Vanorio, introd. di Valeria Parrella, Longanesi, Milano, 2009; TEA, Milano, 2015
- Un certain sourire, 1956
  - Un certo sorriso,, Bompiani, Milano, 1956; Garzanti, Milano, 1966
- Dans un mois, dans un an, 1957
  - Tra un mese, tra un anno, trad. di Bruno Oddera, Bompiani, Milano, 1957; Mondadori, Milano, 1972
- Aimez-vous Brahms..., 1959
  - Le piace Brahms?, trad. di Maria Heller, Bompiani, Milano, 1959; Mondadori, Milano, 1974; Longanesi, Milano, 2010
- Les Merveilleux Nuages, 1961
  - Le nuvole meravigliose, trad. di Laura Dubini Foschi, Bompiani, Milano, 1961
- La Chamade, 1965
  - con il titolo La disfatta, trad. di Adriana Dell'Orto, Bompiani, 1965; con il titolo All'impazzata, a cura di Yasmina Melouah, Astoria, Milano, 2011
- Le Garde du cœur, 1968
  - La guardia del cuore, trad. di M. Silvera, Bompiani, Milano, 1968; con una nota di Daria Galateria, Sellerio, Palermo, 2003
- Un peu de soleil dans l'eau froide, 1969
  - Un po' di sole nell'acqua gelida, trad. di Leonella Prato Caruso, Bompiani, Milano, 1969; Garzanti, Milano, 1973; trad. di Laura Mammarella, Barbès, Firenze, 2011
- Des bleus à l'âme, 1972
  - Lividi sull'anima, trad. di Augusto Donaudy, Rizzoli, Milano, 1973; BUR, Milano, 1975; trad. di Laura Mammarella, Barbès, Firenze, 2011
- Un profil perdu, 1974
  - Un profilo perduto, trad. di Laura Guarino, Mondadori, Milano, 1974
- Le Lit défait, Paris, Flammarion, 1977
  - Il letto disfatto, trad. di Dianella Selvatico Estense, Mondadori, Milano, 1977
- Le chien couchant, 1980
  - (Il can che dorme, trad. di Laura Guarino, Mondadori, Milano, 1981; con il titolo Can che dorme, trad. di T. Gurrieri, Edizioni Clichy, 2015
- La Femme fardée, 1981
  - La donna truccata, trad. di Marina Valente, Rizzoli, Milano, 1983
- Un orage immobile, 1983
  - Un temporale immobile, trad. di Laura Mammarella, Barbès, Firenze, 2012
- De guerre lasse, 1985
  - E poi alla fine, trad. di Cin Calabi, De Agostini, Novara, 1986
- La Laisse, 1989
  - Il guinzaglio, trad. di Leonella Prato Caruso, Frassinelli, Milano, 1990
- Les Faux-Fuyants, 1991
  - La fuga, trad. di Leonella Prato Caruso, Frassinelli, Milano, 1992
- Les Quatre Coins du cœur, 2019
  - I quattro angoli del cuore, trad. di Federica Di Lella e Maria Laura Vanorio, Solferino, Milano, 2020

### Raccolte di racconti
- Des yeux de soie, 1975
  - Occhi di seta, trad. di Augusta Mattioli, Mondadori, Milano, 1977; trad. di Laura Mammarella, Barbès, Firenze, 2012
- Musiche di scena. Racconti inediti, Firenze, Clichy, 2013 (Contiene: Musiques de scènes, 1981; Un matin pour la vie, 2011)

### Biografie
- Sarah Bernhardt. Le Rire incassable, 1987
  - Sarah Bernhardt, trad. di Sergio Ferrero, Longanesi, Milano, 1988

### Opere teatrali
- Château en Suède, 1960
  - Castello in Svezia, trad. di Luciano Mondolfo, Bompiani, Milano, 1961
- Les Violons parfois, 1961; La Robe mauve de Valentine, 1963
  - I violini talvolta. L'abito lilla di Valentine, trad. di Fiore Genovese, Bompiani, 1965
- Teatro. Tre pièces inedite, trad. di Maria Francesca De Angelis, Gremese editore, Roma, 2011 (Contiene: Un pianoforte sull'erba (Un piano dans l'herbe, 1970), Fa bel tempo giorno e notte (Il fait beau jour et nuit, 1978) ; L'eccesso contrario (L'exces contraire, 1987)

### Saggistica e memorie
- Toxique, 1964 (Toxique, trad. di Laura Mammarella, Barbès, Firenze, 2010)
- La Petite Robe noire, 2008 (Il tubino nero, trad. di Laura Mammarella, Barbès, Firenze, 2009). Contiene articoli apparsi nel 1969 sulla rivista "Vogue";
- Au cinéma, 2008 (Al Cinema, trad. di Laura Mammarella, Barbès, Firenze, 2010) Contiene articoli sul cinema apparsi negli anni Sessanta e Settanta sulle riviste "Egoiste", "Vogue", "L'Express", "Le Monde";

### Altro
- Françoise Sagan - Guillaume Hanoteau, Profumi per te. Una passeggiata fragrante nel giardino dei profumi raccontata con charme e molto humour da una famosa scrittrice e da un grande giornalista, Rizzoli, Milano, 1974